# Propsteigebäude St. Hedwig (Berlin)

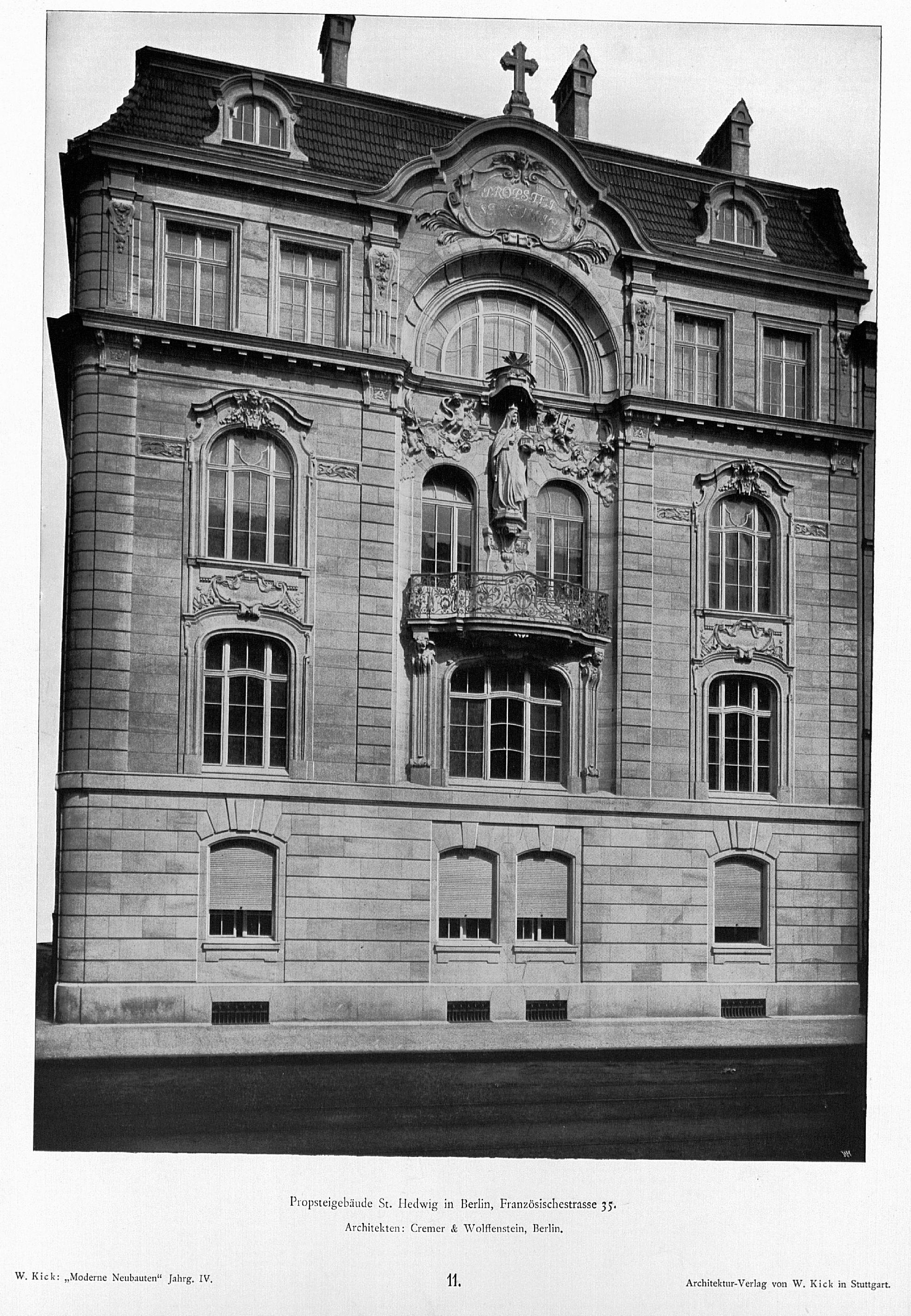
Propsteigebäude, um 1900

Das Propsteigebäude St. Hedwig war das Verwaltungs- und Wohngebäude der Propstei von St. Hedwig und befand sich an der Französischen Straße 34 im Berliner Ortsteil Mitte. Es wurde im Jahr 1892 nach den Entwürfen der Architekten Cremer & Wolffenstein Berlin errichtet und mit bildhauerischem Schmuck in Stein und Stuck von Ernst Westphal gestaltet. Das Haus wurde 1945 zerstört.

## Geschichte
An dieser Stelle befand sich ursprünglich ein Gebäude aus der Zeit Friedrichs des Großen, das der katholischen Kirchengemeinde gehörte. Es stand auf einem eingeengten Inselgrundstück zwischen Französischer Straße und Hedwigskirchgasse hinter der Sankt-Hedwigs-Kathedrale. Das neu entstandene Gebäude galt als „sehr reizvolles“ Haus und diente als Wohnung für die Geistlichen der Hedwigskirche. Im 3,40 m hohen Erdgeschoss wohnten Küster, Kirchendiener und Portier. Im ersten Obergeschoss befanden sich die Geschäftsräume, Delegatur, Sitzungszimmer und die Wohnung des Curatus. Im zweiten Obergeschoss, 4,35 m hoch, befand sich die Wohnung des Propstes als  fürstbischöflichem Delegaten. Im dritten Obergeschoss, 3,90 m hoch, befanden sich die Wohnungen von drei Kaplänen, eines geistlichen Sekretärs und des  Kreisvikars. Im Dachgeschoss gab es einige Reservezimmer und Wohnungen für die Aufwärterinnen.
Der Haupteingang befand sich hinter der Kirche.
Die Kosten betrugen 240.000 Mark (kaufkraftbereinigt in heutiger Währung: rund 1,9 Millionen Euro).

## Beschreibung
Für die künstlerische Gestaltung der Fassade war das Standbild der hl. Hedwig vorgegeben. Die Künstler wählten „die Stilform des 18. Jahrhunderts, anschließend an die Kirche St. Hedwig. und haben diesen Stil in seiner Ausreifung zur Anwendung gebracht“. Gestaltet wurde mit Werkstein, die Ausführung der Steinmetzarbeiten oblag der Firma Waller & Senftleben, die Bauarbeiten führte die Held & Francke Bauaktiengesellschaft aus.
Die Wohnung des Propstes im zweiten Obergeschoss wurde als Beletage betont, wozu die Figur der hl. Hedwig in architektonischer Verbindung mit „schwebenden Engeln“ an der Schaufassade zur Französischen Straße beitrug. Das Interieur zeigte Decken in Eisen mit massiver Deckeneinspannung, die übrigen Decken waren in Holz konstruiert. Das Haupttreppenhaus und der Speisesaal des Propstes waren reich mit Stuck und Marmorpaneelen ausgestaltet. Die Fassade an der Französischen Straße war in Werkstein gestaltet, die anderen Seiten des Hauses lediglich verputzt. Die Bildhauerarbeiten, der Schmuck am Haupttreppenhaus, der Speisesaal, und die Figur an der Fassade wurden von dem Bildhauer Ernst Westphal geschaffen. Die Steinmetzarbeiten schuf Schilling, die Malerarbeiten Waller und Senftleben.
Das Innere des Hauses wurde relativ einfach gehalten. Die Decken im ersten Geschoss sind mit Eiseneienlagen verstrebt worden, alle anderen Decken sind mit Holz gestaltet, aber würdig ausgestattet worden. Reicheren Schmucken wiesen das Haupttreppenhaus und der Speisesaal des Propstes auf.

## Gegenwart

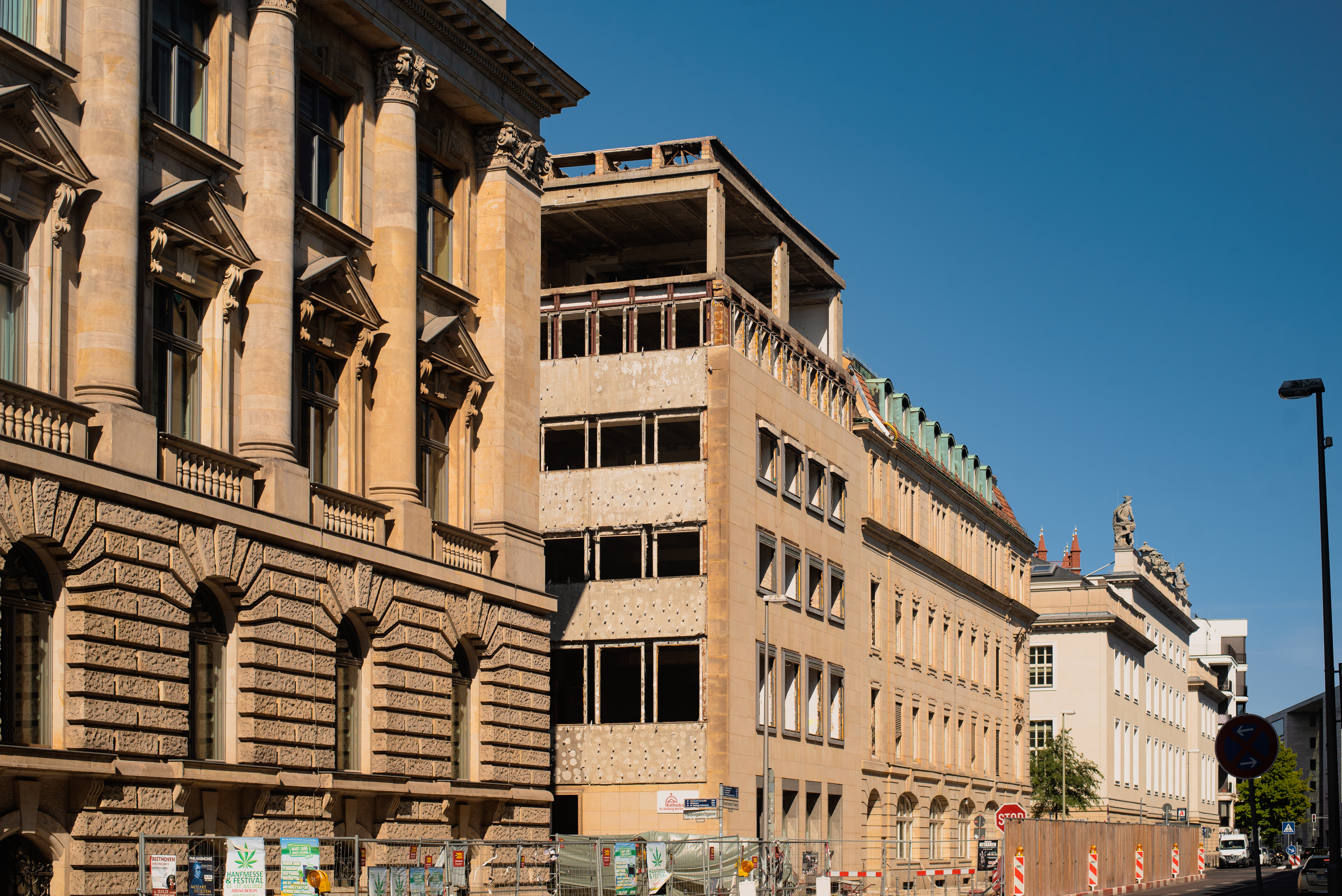
Zustand während des Abrisses des Nachfolgebaus, 2022

In der Nachkriegszeit wurde hier ein neues schlichtes Gebäude errichtet, das 2022 abgerissen wurde. Derzeit entsteht auf dem Grundstück Französische Straße 34/Hinter der Katholischen Kirche 3 der von Max Dudler geplante Anbau des Bernhard-Lichtenberg-Hauses für das Kathedralforum St. Hedwig.